# DFB-Pokal der Junioren 2021/22
Der DFB-Pokal der Junioren 2021/22 war die 36. Austragung dieses Wettbewerbs. Es war die fünfte Auflage, in der 32 Vereine teilnahmen. Aufgrund der COVID-19-Pandemie wurde in der Spielzeit 2020/21 ein Großteil der A-Junioren-Pokalwettbewerbe der 21 Landesverbände des DFB abgebrochen, ebenso der DFB-Juniorenpokal 2020/21 noch vor der Austragung der Achtelfinalpartien. Dies führte dazu, dass der VfB Stuttgart, der im Frühjahr 2019 Pokalsieger wurde, als Titelverteidiger in den Wettbewerb ging. Der VfB konnte letztendlich nach einem 3:1 im Endspiel gegen Borussia Dortmund seinen Titel verteidigen.

## Teilnehmer
Die Bestimmung der Teilnehmer hätte überwiegend über deren Platzierungen in den drei A-Junioren-Bundesligen erfolgt. Da jedoch sowohl der Spielbetrieb der Juniorenbundesligen wie auch des Vorjahres-DFB-Juniorenpokals nach einer Unterbrechung nicht wieder aufgenommen wurde, nahmen dieselben Mannschaften wie in der Saison 2020/21 am Wettbewerb teil. Dementsprechend war deren Abschneiden in der Spielzeit 2019/20 zugrunde gelegt.
| A-Junioren-Meister 2019/20: - nicht bestimmt A-Junioren Bundesliga Staffel Nord/Nordost 2019/20: - Werder Bremen (1. Platz) - Hertha BSC (2. Platz) - VfL Wolfsburg (3. Platz) - 1. FC Union Berlin (4. Platz, Pokalfinalist Berlin) - Hannover 96 (5. Platz, Pokalfinalist Niedersachsen) - Dynamo Dresden (8. Platz, Pokalfinalist Sachsen) - Holstein Kiel (9. Platz, Vertreter Schleswig-Holstein) - 1. FC Magdeburg (11. Platz, Vertreter Sachsen-Anhalt) A-Junioren Bundesliga Staffel West 2019/20: - 1. FC Köln (1. Platz) - Borussia Dortmund (2. Platz) - Borussia Mönchengladbach (3. Platz) - Bayer 04 Leverkusen (4. Platz, Vertreter Mittelrhein) - Fortuna Düsseldorf (5. Platz, Vertreter Niederrhein) - FC Schalke 04 (6. Platz, Vertreter Westfalen) A-Junioren Bundesliga Staffel Süd/Südwest 2019/20: - FC Bayern München (1. Platz) - 1. FSV Mainz 05 (2. Platz) - VfB Stuttgart (3. Platz) - 1. FC Heidenheim (7. Platz, Vertreter Württemberg) | A-Junioren-Pokalsieger 2019/20: - nicht bestimmt A-Junioren-Pokalsieger der 9 Landesverbände 2019/20: - TSG 1899 Hoffenheim (Baden) - FC Viktoria 1889 Berlin (Berlin) - Energie Cottbus (Brandenburg) - FC St. Pauli (Hamburg) - SV Elversberg (Saarland) - RB Leipzig (Sachsen) - SC Freiburg (Südbaden) - SV Wehen Wiesbaden (Hessen) - TSV Schott Mainz (Südwest) Sonstige: - FC Carl Zeiss Jena (3. Platz A-Junioren-Regionalliga Nordost 2019/20, Vertreter Thüringen) - Hansa Rostock (11. Platz A-Junioren-Regionalliga Nordost 2019/20, Vertreter Mecklenburg-Vorpommern) - 1. FC Nürnberg (Meister der A-Junioren-Bayernliga 2019/20, Vertreter Bayern) - FC Oberneuland (Meister der A-Junioren-Verbandsliga Bremen, Winterrunde 2019/20, Vertreter Bremen) - TuS Koblenz (6. Platz A-Junioren Regionalliga Südwest 2019/20, Vertreter Rheinland) |

## 1. Runde
Die Auslosung ergab folgende Begegnungen:
| Datum                         |                         | Ergebnis  |                          |
| ----------------------------- | ----------------------- | --------- | ------------------------ |
| 27. August 2021, 11:00 Uhr    | VfL Wolfsburg           | 1:3 n. V. | Dynamo Dresden           |
| 27. August 2021, 17:00 Uhr    | 1. FSV Mainz 05         | 1:3       | 1. FC Nürnberg           |
| 27. August 2021, 18:00 Uhr    | 1. FC Magdeburg         | 0:4       | RB Leipzig               |
| 27. August 2021, 19:30 Uhr    | TuS Koblenz             | 1:5       | FC Bayern München        |
| 28. August 2021, 10:30 Uhr    | Hertha BSC              | 5:2 n. V. | Holstein Kiel            |
| 28. August 2021, 11:00 Uhr    | FC Oberneuland          | 0:6       | TSG 1899 Hoffenheim      |
| 28. August 2021, 11:00 Uhr    | TSV Schott Mainz        | 0:1       | Bayer 04 Leverkusen      |
| 28. August 2021, 11:00 Uhr    | Energie Cottbus         | 2:3 n. V. | SC Freiburg              |
| 28. August 2021, 11:00 Uhr    | Werder Bremen           | 1:2       | VfB Stuttgart            |
| 28. August 2021, 15:00 Uhr    | Hannover 96             | 3:0       | FC St. Pauli             |
| 29. August 2021, 10:30 Uhr    | 1. FC Heidenheim        | 0:4       | Hansa Rostock            |
| 29. August 2021, 11:00 Uhr    | FC Carl Zeiss Jena      | 4:3 i. E. | FC Schalke 04            |
| 29. August 2021, 11:00 Uhr    | SV Elversberg           | 0:2       | Fortuna Düsseldorf       |
| 29. August 2021, 11:00 Uhr    | SV Wehen Wiesbaden      | 3:2       | 1. FC Union Berlin       |
| 29. August 2021, 11:00 Uhr    | FC Viktoria 1889 Berlin | 1:4       | Borussia Dortmund        |
| 22. September 2021, 18:30 Uhr | 1. FC Köln              | 0:1       | Borussia Mönchengladbach |

## Achtelfinale
Die Auslosung ergab folgende Begegnungen:
| Datum                       |                          | Ergebnis |                   |
| --------------------------- | ------------------------ | -------- | ----------------- |
| 6. November 2021, 11:00 Uhr | SV Wehen Wiesbaden       | 1:5      | SC Freiburg       |
| 6. November 2021, 11:00 Uhr | Fortuna Düsseldorf       | 1:0      | Dynamo Dresden    |
| 6. November 2021, 11:00 Uhr | TSG 1899 Hoffenheim      | 3:4      | FC Bayern München |
| 6. November 2021, 11:00 Uhr | Hannover 96              | 2:0      | Hansa Rostock     |
| 6. November 2021, 11:30 Uhr | 1. FC Nürnberg           | 2:5      | Hertha BSC        |
| 6. November 2021, 12:00 Uhr | FC Carl Zeiss Jena       | 1:3      | Borussia Dortmund |
| 7. November 2021, 10:00 Uhr | Bayer 04 Leverkusen      | 1:3      | VfB Stuttgart     |
| 7. November 2021, 11:00 Uhr | Borussia Mönchengladbach | 1:2      | RB Leipzig        |

## Viertelfinale
Die Auslosung ergab folgende Begegnungen:
| Datum                        |                   | Ergebnis              |                    |
| ---------------------------- | ----------------- | --------------------- | ------------------ |
| 11. Dezember 2021, 10:30 Uhr | VfB Stuttgart     | 2:1                   | Fortuna Düsseldorf |
| 12. Dezember 2021, 11:00 Uhr | SC Freiburg       | 1:1 n. V. (3:1 i. E.) | RB Leipzig         |
| 12. Dezember 2021, 11:00 Uhr | FC Bayern München | 4:3                   | Hertha BSC         |
| 12. Dezember 2021, 15:00 Uhr | Borussia Dortmund | 3:1 n. V.             | Hannover 96        |

## Halbfinale
Die Auslosung ergab folgende Begegnungen:
| Datum                    |                   | Ergebnis  |                   |
| ------------------------ | ----------------- | --------- | ----------------- |
| 12. März 2022, 11:00 Uhr | SC Freiburg       | 0:2 n. V. | Borussia Dortmund |
| 13. März 2022, 11:00 Uhr | FC Bayern München | 1:3 n. V. | VfB Stuttgart     |

## Finale
| Borussia Dortmund                                 | Borussia Dortmund | VfB Stuttgart | VfB Stuttgart |
| ------------------------------------------------- | --- | --- | ------------- |
| Borussia Dortmund                                 | \| Finale \| \| 20. Mai 2022 in Potsdam (Karl-Liebknecht-Stadion) \| \| Ergebnis: 1:3 (1:2) \| \| Spielbericht \| | \| Finale \| \| 20. Mai 2022 in Potsdam (Karl-Liebknecht-Stadion) \| \| Ergebnis: 1:3 (1:2) \| \| Spielbericht \| | VfB Stuttgart |
| Borussia Dortmund                                 | Silas Ostrzinski – Tom Rothe, Nnamdi Collins, Colin Kleine-Bekel, Lion Semić ( 46. Samuel Bamba) – Faroukou Cissé ( 83. Ayukayoh Mengot), Dennis Lütke-Frie ( 71. Vasco Walz), Julian Rijkhoff – Jamie Bynoe-Gittens, Bradley Fink, Göktan Gürpüz | Tobias Werdich – Marvin Schuster, Robin Littig, Leon Reichardt – Moussa Cissé ( 63. Alexis Tibidi), Nathan Winkler ( 90+2. Mehmet Şahin), Raul Paula ( 90+4. Paul König), Lukas Laupheimer , Mattis Hoppe ( 88. Babis Drakas) – Thomas Kastanaras, Davino Knappe | VfB Stuttgart |
| Borussia Dortmund                                 | 1:2 Rijkhoff (43.) | 0:1 Reichardt (24.) 0:2 Winkler (28.) 1:3 Kastanaras (87., Foulelfmeter) | VfB Stuttgart |
| Borussia Dortmund                                 | Lütke-Frie (47.), Valz (77.), Collins (85.), Fink (88.) | Schuster (65.), Laupheimer (66.), Winkler (77.) | VfB Stuttgart |
| Finale                                            | | |               |
| 20. Mai 2022 in Potsdam (Karl-Liebknecht-Stadion) | | |               |
| Ergebnis: 1:3 (1:2)                               | | |               |
| Spielbericht                                      | | |               |